# Абикјо (Њу Мексико)
Абикјо (енгл. Abiquiu) насељено је место без административног статуса у америчкој савезној држави Њу Мексико.

## Демографија
По попису из 2010. године број становника је 231.
| Група             | 2000.    | 2010.       |
| Белци             | 0 (0,0%) | 15 (6,5%)   |
| Афроамериканци    | 0 (0,0%) | 0 (0,0%)    |
| Азијати           | 0 (0,0%) | 0 (0,0%)    |
| Хиспаноамериканци | 0 (0,0%) | 213 (92,2%) |
| Укупно            | 0        | 231         |